# نادي أراندينا
نادي أراندينا لكرة القدم هو فريق كرة قدم إسباني يلعب في الدوري الإسباني الدرجة الثانية ب مقره في أراندا دي دويرو ، في منطقة قشتالة وليون المتمتعة بالحكم الذاتي. تأسس النادي عام 1987، ويقام مبارياته على أرضه في ملعب إل مونتيسيلو ، بسعة 6000 مقعد. 